# وقواق برونزي صغير
وقواق برونزي صغير (الاسم العلمي: Chrysococcyx minutillus) هو نوع من فصيلة وقواق.